# Michel Soro
Pour les articles homonymes, voir Soro.
Michel Soro est un boxeur français né le 30 octobre 1987 à Abidjan.

## Carrière
Il grandit en Côte d’Ivoire puis à Pierre-Bénite dans le Rhône. Membre d’une famille de 4 frères et 2 sœurs, Soro passe professionnel en 2008 et combat le champion du monde WBO des super-welters, le russe Zaurbek Baysangurov, le 12 mai 2012. Il s'incline aux points malgré avoir mis à terre son adversaire au second round. Soro devient champion de France de la catégorie l'année suivante puis champion d'Europe des poids moyens en 2015,.
Le 8 décembre 2018, il s'empare du titre WBA Gold des super-welters en battant par K.O. l'Américain Greg Vendetti.
Le 20 juillet 2019, Soro obtient la ceinture mondiale vacante WBA Gold des super-welters, contre le français Anderson Prestot par jet de l'éponge dans la cinquième reprise. Le combat est à l'origine prévu contre Magomed Kurbanov, mais celui-ci renonce une semaine avant le combat, faute d'avoir obtenu son visa dans les temps. Cédric Vitu est contacté pour pallier cette absence, mais il refuse en raison du délai de préparation trop court. Prestot accepte alors le combat qu'il perd par la suite. Dès la fin du combat, Vitu monte sur le ring et défit Soro, dans l'espoir d'un combat avant la fin de l'année 2019, tandis que Soro évoque une échéance internationale importante, une revanche contre Brian Castaño,. Pourtant, le 15 novembre 2019 à l'AccorHotels Arena à Paris, Soro envoie Vitu au tapis, avant que l'arbitre n'arrête le combat dans la cinquième reprise, lorsque ce dernier est une nouvelle fois sur le point de vaciller, et conserve sa ceinture WBA Gold des super welters.